# کریستین دولکا
کریستین دولکا (انگلیسی: Cristian Dulca؛ زادهٔ ۲۵ اکتبر ۱۹۷۲) بازیکن فوتبال اهل رومانی است.
از باشگاه‌هایی که در آن بازی کرده‌است می‌توان به باشگاه فوتبال راپید بخارست، باشگاه فوتبال بوداپست هونود، باشگاه فوتبال سی‌اف‌آر کلوژ، و باشگاه فوتبال پوهانگ استیلرز اشاره کرد.
وی همچنین در تیم ملی فوتبال رومانی بازی کرده‌است.